# Pero Cornel III
Pero Cornel III (en català Pere Cornell) va ser un cavaller del llinatge aragonès dels Cornel.

## Orígens familiars
Jerónimo Zurita indica que era fill de Gonzalo Ibáñez de Baztan i d'Adolça Cornel, germana de Ximeno Cornel I. Fou, per tant, nebot matern d'aquest darrer.

## Biografia
Els primers registres de Pero Cornel III daten de 1216. Era cunyat de Pero Ahones i quan aquest morí el 1226 s'alçà com a cap de la Ribagorça i el Sobrarb i s'uní a la noblesa aragonesa que se sublevà contra el rei. El 1227 s'arribà a una concòrdia que finalitzà el litigi i des d'aleshores fou conseller del rei Jaume I d'Aragó conjuntament amb el seu oncle Ximeno Cornel.
Participà en la Croada contra Al-Mayûrqa en la Host de la Casa d'Aragó, formada per 150 cavallers, i de la qual fou portabandera.
Des de 1233 participà en la conquesta de València lluitant al setges de Borriana, València i Almenara, i el 1236 fou nomenat Majordom del Regne d'Aragó.

## Títols, càrrecs i successors
- A 27 d'abril del 1235: Petrus Cornelii, majordomus[2]
- A 25 de juny del 1237: Dompnus P. Cornelii, majordomus Aragone[3]
- A 29 de desembre del 1239: Petrus cornelli, majordomus Aragonie[4]
- A 13 de desembre del 1242: Petrus Cornelii, majordomus Aragone[5]
- A 13 d'octubre del 1249: Petrus Cornelii majordomus Aragone[6]
- A 22 de febrer del 1251: Petrus Cornelli, majordomus Aragonum[7]
- A 5 d'abril del 1253: Petrus Cornelii, maiordomus Aragonum[8]
- A 11 d'abril del 1262: De regno Aragonum, Petro Cornelii, maiori dompno (...) Petrus Cornelii, maiordomus Aragone[9]

| Pero Cornel III Llinatge de Cornel |                                        |              |
| Càrrec de govern                   |                                        |              |
| Precedit per: Blasco I d'Alagón    | Majordom del Regne d'Aragó (1236–1262) | Succeït per: |